# Reprezentacja Stanów Zjednoczonych na Mistrzostwach Świata w Narciarstwie Klasycznym 2013
Reprezentacja Stanów Zjednoczonych na Mistrzostwach Świata w Narciarstwie Klasycznym 2013 – grupa zawodników i zawodniczek, wybranych przez Amerykański Związek Narciarsko-Snowboardowy do reprezentowania Stanów Zjednoczonych na Mistrzostwach Świata w Narciarstwie Klasycznym 2013 w Val di Fiemme.

## Zdobyte medale
| Medal | Zawodnik                                                | Dyscyplina          | Konkurencja                 | Data       |
| ----- | ------------------------------------------------------- | ------------------- | --------------------------- | ---------- |
| 1     | Sarah Hendrickson                                       | skoki narciarskie   | konkurs indywidualny kobiet | 22.02.2013 |
| 2     | Jessica Diggins Kikkan Randall                          | biegi narciarskie   | sprint drużynowy kobiet     | 24.02.2013 |
| 3     | Todd Lodwick Bill Demong Taylor Fletcher Bryan Fletcher | kombinacja norweska | Zawody drużynowe            | 24.02.2013 |

## Wyniki reprezentantów Stanów Zjednoczonych

### Biegi narciarskie
| Data       | Konkurencja                    | Zawodnik              | Kwalifikacje | Kwalifikacje | Kwalifikacje | Ćwierćfinał | Ćwierćfinał | Ćwierćfinał | Półfinał | Półfinał | Półfinał | Finał     | Miejsce | Źródła |
| Data       | Konkurencja                    | Zawodnik              | Czas         | Miejsce      | Miejsce      | Czas        | Miejsce     | Miejsce     | Czas     | Miejsce  | Miejsce  | Czas      | Miejsce | Źródła |
| ---------- | ------------------------------ | --------------------- | ------------ | ------------ | ------------ | ----------- | ----------- | ----------- | -------- | -------- | -------- | --------- | ------- | ------ |
| 21.02.2013 | sprint kobiet                  | Sadie Maubet Bjornsen | 3:34.96      | 32.          | nq           | NQ          | NQ          | NQ          | NQ       | NQ       | NQ       | NQ        | 32.     | [ 1 ]  |
| 21.02.2013 | sprint kobiet                  | Sophie Caldwell       | 3:34.81      | 30.          | Q            | 3:26.3      | 20.         | nq          | NQ       | NQ       | NQ       | NQ        | 20.     | [ 1 ]  |
| 21.02.2013 | sprint kobiet                  | Kikkan Randall        | 3:33.67      | 28.          | Q            | 3:25.1      | 19.         | nq          | NQ       | NQ       | NQ       | NQ        | 19.     | [ 1 ]  |
| 21.02.2013 | sprint kobiet                  | Ida Sargent           | 3:35.43      | 33.          | nq           | NQ          | NQ          | NQ          | NQ       | NQ       | NQ       | NQ        | 33.     | [ 1 ]  |
| 21.02.2013 | sprint mężczyzn                | Erik Bjornsen         | 3:44.44      | 51.          | nq           | NQ          | NQ          | NQ          | NQ       | NQ       | NQ       | NQ        | 51.     | [ 2 ]  |
| 21.02.2013 | sprint mężczyzn                | Simi Hamilton         | 3:38.50      | 34.          | nq           | NQ          | NQ          | NQ          | NQ       | NQ       | NQ       | NQ        | 34.     | [ 2 ]  |
| 21.02.2013 | sprint mężczyzn                | Andrew Newell         | 3:32.68      | 7.           | Q            | 3:32.0      | 21.         | nq          | NQ       | NQ       | NQ       | NQ        | 21.     | [ 2 ]  |
| 23.02.2013 | bieg łączony kobiet na 15 km   | Sadie Maubet Bjornsen | —            | —            | —            | —           | —           | —           | —        | —        | —        | 42:27.1   | 37.     | [ 3 ]  |
| 23.02.2013 | bieg łączony kobiet na 15 km   | Holly Brooks          | —            | —            | —            | —           | —           | —           | —        | —        | —        | 43:56.2   | 49.     | [ 3 ]  |
| 23.02.2013 | bieg łączony kobiet na 15 km   | Ida Sargent           | —            | —            | —            | —           | —           | —           | —        | —        | —        | 42:35.4   | 38.     | [ 3 ]  |
| 23.02.2013 | bieg łączony kobiet na 15 km   | Liz Stephen           | —            | —            | —            | —           | —           | —           | —        | —        | —        | 41:12.6   | 20.     | [ 3 ]  |
| 23.02.2013 | bieg łączony mężczyzn na 30 km | Erik Bjornsen         | —            | —            | —            | —           | —           | —           | —        | —        | —        |           | DNS     | [ 4 ]  |
| 23.02.2013 | bieg łączony mężczyzn na 30 km | Tad Elliott           | —            | —            | —            | —           | —           | —           | —        | —        | —        | 1:17:36.6 | 52.     | [ 4 ]  |
| 23.02.2013 | bieg łączony mężczyzn na 30 km | Kris Freeman          | —            | —            | —            | —           | —           | —           | —        | —        | —        | 1:15:44.3 | 40.     | [ 4 ]  |
| 23.02.2013 | bieg łączony mężczyzn na 30 km | Noah Hoffman          | —            | —            | —            | —           | —           | —           | —        | —        | —        | 1:15:58.5 | 42.     | [ 4 ]  |
| 26.02.2013 | bieg na 10 km kobiet           | Holly Brooks          | –            | –            | PQ           | —           | —           | —           | —        | —        | —        | 27:03.7   | 27.     | [ 5 ]  |
| 26.02.2013 | bieg na 10 km kobiet           | Jessica Diggins       | –            | –            | PQ           | —           | —           | —           | —        | —        | —        | 26:55.8   | 23.     | [ 5 ]  |
| 26.02.2013 | bieg na 10 km kobiet           | Kikkan Randall        | –            | –            | PQ           | —           | —           | —           | —        | —        | —        | 27:17.8   | 30.     | [ 5 ]  |
| 26.02.2013 | bieg na 10 km kobiet           | Liz Stephen           | –            | –            | PQ           | —           | —           | —           | —        | —        | —        | 26:04.6   | 5.      | [ 5 ]  |
| 27.02.2013 | bieg na 15 km mężczyzn         | Erik Bjornsen         | –            | –            | PQ           | —           | —           | —           | —        | —        | —        | 38:04.6   | 48.     | [ 6 ]  |
| 27.02.2013 | bieg na 15 km mężczyzn         | Tad Elliott           | –            | –            | PQ           | —           | —           | —           | —        | —        | —        | 37:32.3   | 34.     | [ 6 ]  |
| 27.02.2013 | bieg na 15 km mężczyzn         | Noah Hoffman          | –            | –            | PQ           | —           | —           | —           | —        | —        | —        | 36:27.1   | 15.     | [ 6 ]  |
| 02.03.2013 | bieg na 30 km kobiet           | Jessica Diggins       | —            | —            | —            | —           | —           | —           | —        | —        | —        |           | DNF     | [ 7 ]  |
| 02.03.2013 | bieg na 30 km kobiet           | Ida Sargent           | —            | —            | —            | —           | —           | —           | —        | —        | —        | 1:35:47.3 | 25.     | [ 7 ]  |
| 02.03.2013 | bieg na 30 km kobiet           | Liz Stephen           | —            | —            | —            | —           | —           | —           | —        | —        | —        | 1:32:12.0 | 16.     | [ 7 ]  |
| 03.03.2013 | bieg na 50 km mężczyzn         | Erik Bjornsen         | —            | —            | —            | —           | —           | —           | —        | —        | —        | 2:25:55.8 | 52.     | [ 8 ]  |
| 03.03.2013 | bieg na 50 km mężczyzn         | Tad Elliott           | —            | —            | —            | —           | —           | —           | —        | —        | —        | 2:20:50.8 | 40.     | [ 8 ]  |
| 03.03.2013 | bieg na 50 km mężczyzn         | Kris Freeman          | —            | —            | —            | —           | —           | —           | —        | —        | —        | 2:18:18.6 | 37.     | [ 8 ]  |
| 03.03.2013 | bieg na 50 km mężczyzn         | Noah Hoffman          | —            | —            | —            | —           | —           | —           | —        | —        | —        | 2:15:00.5 | 27.     | [ 8 ]  |

| Data       | Konkurencja                 | Zawodnik              | Półfinał       | Półfinał    | Półfinał | Półfinał | Finał          | Finał       | Miejsce | Źródła |
| Data       | Konkurencja                 | Zawodnik              | Czas zawodnika | Czas łączny | Miejsce  | Miejsce  | Czas zawodnika | Czas łączny | Miejsce | Źródła |
| ---------- | --------------------------- | --------------------- | -------------- | ----------- | -------- | -------- | -------------- | ----------- | ------- | ------ |
| 24.02.2013 | sprint drużynowy kobiet     | Jessica Diggins       |                | 21:17.4     | 1.       | Q        | 10:06.38       | 20:24.44    | 1.      | [ 9 ]  |
| 24.02.2013 | sprint drużynowy kobiet     | Kikkan Randall        |                | 21:17.4     | 1.       | Q        | 10:18.06       | 20:24.44    | 1.      | [ 9 ]  |
| 24.02.2013 | sprint drużynowy mężczyzn   | Erik Bjornsen         | 11:14.39       | 22:17.43    | 14.      | nq       | NQ             | NQ          | 14.     | [ 10 ] |
| 24.02.2013 | sprint drużynowy mężczyzn   | Andrew Newell         | 11:03.04       | 22:17.43    | 14.      | nq       | NQ             | NQ          | 14.     | [ 10 ] |
| 28.02.2013 | sztafeta 4 × 5 km kobiet    | Sadie Maubet Bjornsen | —              | —           | —        | —        | 16:20.5        | 1:01:48.9   | 4.      | [ 11 ] |
| 28.02.2013 | sztafeta 4 × 5 km kobiet    | Kikkan Randall        | —              | —           | —        | —        | 16:43.5        | 1:01:48.9   | 4.      | [ 11 ] |
| 28.02.2013 | sztafeta 4 × 5 km kobiet    | Liz Stephen           | —              | —           | —        | —        | 14:11.7        | 1:01:48.9   | 4.      | [ 11 ] |
| 28.02.2013 | sztafeta 4 × 5 km kobiet    | Jessica Diggins       | —              | —           | —        | —        | 14:33.2        | 1:01:48.9   | 4.      | [ 11 ] |
| 01.03.2013 | sztafeta 4 × 10 km mężczyzn | Andrew Newell         | —              | —           | —        | —        | 27:17.5        | 1:42:38.6   | 10.     | [ 12 ] |
| 01.03.2013 | sztafeta 4 × 10 km mężczyzn | Kris Freeman          | —              | —           | —        | —        | 27:27.3        | 1:42:38.6   | 10.     | [ 12 ] |
| 01.03.2013 | sztafeta 4 × 10 km mężczyzn | Noah Hoffman          | —              | —           | —        | —        | 23:30.3        | 1:42:38.6   | 10.     | [ 12 ] |
| 01.03.2013 | sztafeta 4 × 10 km mężczyzn | Tad Elliott           | —              | —           | —        | —        | 24:23.5        | 1:42:38.6   | 10.     | [ 12 ] |

### Skoki narciarskie
| Data                                   | Konkurencja                           | Zawodnik          | Kwalifikacje | Kwalifikacje | Kwalifikacje | Kwalifikacje | Seria 1   | Seria 1   | Seria 2   | Seria 2   | Nota łączna | Miejsce | Źródła        |
| Data                                   | Konkurencja                           | Zawodnik          | Odległość    | Nota         | Miejsce      | Miejsce      | Odległość | Nota      | Odległość | Nota      | Nota łączna | Miejsce | Źródła        |
| -------------------------------------- | ------------------------------------- | ----------------- | ------------ | ------------ | ------------ | ------------ | --------- | --------- | --------- | --------- | ----------- | ------- | ------------- |
| 21.02.2013 (kwalifikacje) – 22.02.2013 | konkurs indywidualny kobiet           | Sarah Hendrickson | —            | —            | —            | —            | 106,0 m   | 127.4 pkt | 103,0 m   | 126.3 pkt | 253.7 pkt   | 1.      | [ 13 ]        |
| 21.02.2013 (kwalifikacje) – 22.02.2013 | konkurs indywidualny kobiet           | Abby Hughes       | —            | —            | —            | —            | 81,5 m    | 80.2 pkt  | NQ        | NQ        | 80.2 pkt    | 33.     | [ 13 ]        |
| 21.02.2013 (kwalifikacje) – 22.02.2013 | konkurs indywidualny kobiet           | Jessica Jerome    | —            | —            | —            | —            | 100,0 m   | 111.8 pkt | 98,0 m    | 113.1 pkt | 224.9 pkt   | 5.      | [ 13 ]        |
| 21.02.2013 (kwalifikacje) – 22.02.2013 | konkurs indywidualny kobiet           | Lindsey Van       | —            | —            | —            | —            | 89,0 m    | 90.6 pkt  | 93,5 m    | 107.8 pkt | 198.4 pkt   | 16.     | [ 13 ]        |
| 22.02.2013 (kwalifikacje) – 23.02.2013 | konkurs indywidualny mężczyzn (HS106) | Peter Frenette    | 87,5 m       | 89.0 pkt     | 41.          | nq           | NQ        | NQ        | NQ        | NQ        | NQ          | 41.     | [ 14 ] [ 15 ] |
| 22.02.2013 (kwalifikacje) – 23.02.2013 | konkurs indywidualny mężczyzn (HS106) | Anders Johnson    | 92,5 m       | 100,1 pkt    | 31.          | Q            | 93,5 m    | 98.3 pkt  | NQ        | NQ        | 98.3 pkt    | 37.     | [ 14 ] [ 15 ] |
| 27.02.2013 (kwalifikacje) – 28.02.2013 | konkurs indywidualny mężczyzn (HS134) | Peter Frenette    | 105,0 m      | 96.6 pkt     | 40.          | Q            | 98,0 m    | 83.1 pkt  | NQ        | NQ        | 83.1 pkt    | 50.     | [ 16 ] [ 17 ] |
| 27.02.2013 (kwalifikacje) – 28.02.2013 | konkurs indywidualny mężczyzn (HS134) | Anders Johnson    | 105,0 m      | 96.8 pkt     | 38.          | Q            | 111,0 m   | 107.4 pkt | NQ        | NQ        | 107.4 pkt   | 39.     | [ 16 ] [ 17 ] |

| Data       | Konkurencja               | Zawodnik          | Seria 1   | Seria 1   | Seria 1      | Seria 2   | Seria 2   | Seria 2      | Nota łączna | Miejsce | Źródła |
| Data       | Konkurencja               | Zawodnik          | Odległość | Nota      | Nota drużyny | Odległość | Nota      | Nota drużyny | Nota łączna | Miejsce | Źródła |
| ---------- | ------------------------- | ----------------- | --------- | --------- | ------------ | --------- | --------- | ------------ | ----------- | ------- | ------ |
| 24.02.2013 | konkurs drużyn mieszanych | Jessica Jerome    | 98,0 m    | 124.9 pkt | 466.2 pkt    | 98,5 m    | 125.3 pkt | 472.2 pkt    | 938.4 pkt   | 6.      | [ 18 ] |
| 24.02.2013 | konkurs drużyn mieszanych | Peter Frenette    | 89,5 m    | 103.7 pkt | 466.2 pkt    | 86,5 m    | 99.2 pkt  | 472.2 pkt    | 938.4 pkt   | 6.      | [ 18 ] |
| 24.02.2013 | konkurs drużyn mieszanych | Sarah Hendrickson | 99,0 m    | 130.7 pkt | 466.2 pkt    | 104,5 m   | 138.8 pkt | 472.2 pkt    | 938.4 pkt   | 6.      | [ 18 ] |
| 24.02.2013 | konkurs drużyn mieszanych | Anders Johnson    | 90,0 m    | 106.9 pkt | 466.2 pkt    | 91,5 m    | 108.9 pkt | 472.2 pkt    | 938.4 pkt   | 6.      | [ 18 ] |

### Kombinacja norweska
| Data       | Konkurencja                     | Zawodnik        | Skok      | Skok      | Skok    | Skok   | Bieg    | Bieg    | Wynik łączny | Miejsce | Źródła        |
| Data       | Konkurencja                     | Zawodnik        | Odległość | Punkty    | Miejsce | Strata | Czas    | Miejsce | Wynik łączny | Miejsce | Źródła        |
| ---------- | ------------------------------- | --------------- | --------- | --------- | ------- | ------ | ------- | ------- | ------------ | ------- | ------------- |
| 22.02.2013 | Zawody indywidualne HS106/10 km | Bill Demong     | 86,5 m    | 82.1 pkt  | 47.     | +2:54  | 27:50.8 | 3.      | 30:44.8      | 23.     | [ 19 ] [ 20 ] |
| 22.02.2013 | Zawody indywidualne HS106/10 km | Bryan Fletcher  | 92,5 m    | 100.4 pkt | 19.     | +1:41  | 28:33.4 | 13.     | 30:14.4      | 14.     | [ 19 ] [ 20 ] |
| 22.02.2013 | Zawody indywidualne HS106/10 km | Taylor Fletcher | 85,5 m    | 83.9 pkt  | 45.     | +2:47  | 28:04.7 | 9.      | 30:51.7      | 25.     | [ 19 ] [ 20 ] |
| 22.02.2013 | Zawody indywidualne HS106/10 km | Todd Lodwick    | 92,5 m    | 92.5 pkt  | 32.     | +2:21  | 29:23.6 | 30.     | 31:44.6      | 35.     | [ 19 ] [ 20 ] |
| 28.02.2013 | Zawody indywidualne HS134/10 km | Bill Demong     | 116,0 m   | 112.0 pkt | 25.     | +2:08  | 26:41.0 | 1.      | 28:49.8      | 15.     | [ 21 ] [ 22 ] |
| 28.02.2013 | Zawody indywidualne HS134/10 km | Bryan Fletcher  | 116,0 m   | 112.2 pkt | 24.     | +2:08  | 27:55.4 | 23.     | 30:03.4      | 23.     | [ 21 ] [ 22 ] |
| 28.02.2013 | Zawody indywidualne HS134/10 km | Taylor Fletcher | 119,5 m   | 111.3 pkt | 27.     | +2:11  | 26:50.1 | 2.      | 29:01.1      | 17.     | [ 21 ] [ 22 ] |
| 28.02.2013 | Zawody indywidualne HS134/10 km | Johnny Spillane | 107,5 m   | 96.2 pkt  | 43.     | +3:12  | 27:20.5 | 13.     | 30:32.5      | 30.     | [ 21 ] [ 22 ] |
| 24.02.2013 | Zawody drużynowe HS106/4x5 km   | Todd Lodwick    | 93,5 m    | 99.4 pkt  | 5.      | +1:02  | 14:01.6 | 1.      | 56:36.2      | 3.      | [ 23 ] [ 24 ] |
| 24.02.2013 | Zawody drużynowe HS106/4x5 km   | Bill Demong     | 86,5 m    | 101.0 pkt | 5.      | +1:02  | 13:55.7 | 1.      | 56:36.2      | 3.      | [ 23 ] [ 24 ] |
| 24.02.2013 | Zawody drużynowe HS106/4x5 km   | Taylor Fletcher | 93,0 m    | 105.1 pkt | 5.      | +1:02  | 13:58.6 | 1.      | 56:36.2      | 3.      | [ 23 ] [ 24 ] |
| 24.02.2013 | Zawody drużynowe HS106/4x5 km   | Bryan Fletcher  | 95,5 m    | 115.8 pkt | 5.      | +1:02  | 14:40.3 | 1.      | 56:36.2      | 3.      | [ 23 ] [ 24 ] |
| 02.03.2013 | Sprint drużynowy HS134/2x7.5 km | Bill Demong     | 111,0 m   | 104,9 pkt | 10.     | +1:40  | 18:06.7 | 2.      | 35:22.5      | 6.      | [ 25 ] [ 26 ] |
| 02.03.2013 | Sprint drużynowy HS134/2x7.5 km | Taylor Fletcher | 112,5 m   | 109,2 pkt | 10.     | +1:40  | 17:15.8 | 2.      | 35:22.5      | 6.      | [ 25 ] [ 26 ] |